# Rio Maracá
O Rio Maracá é um rio brasileiro que banha o estado do Amapá.